# Euxoa tetrica
Euxoa tetrica är en fjärilsart som beskrevs av Smith 1887. Euxoa tetrica ingår i släktet Euxoa och familjen nattflyn. Inga underarter finns listade i Catalogue of Life.